# Cesare Poli
Cesare Poli (Breganze, Reino de Italia; 6 de enero de 1945-Cagliari, 7 de septiembre de 2024) fue un futbolista italiano que jugó en la posición de defensa.

## Equipos
| Periodo   | Club              | Apariciones | Goles |
| --------- | ----------------- | ----------- | ----- |
| 1965-1967 | Lanerossi Vicenza | 42          | 0     |
| 1967–1969 | Internazionale    | 17          | 0     |
| 1969–1971 | Cagliari Calcio   | 35          | 0     |
| 1971–1973 | LR Vicenza        | 53          | 2     |
| 1973–1975 | Cagliari Calcio   | 48          | 0     |

## Logros
- Serie A: 1969–70